# Vacances de folie
Pour plus de détails, voir Fiche technique et Distribution.
Vacances de folie (titre original : Fraternity Vacation) est un film américain de James Frawley sorti en 1985.

## Synopsis
Wendell Tvedt est réputé pour son extrême maladresse. Ses parents décident de l'envoyer en vacances à la plage en demandant à deux de ses camarades de lycée de s'occuper de lui...

## Fiche technique
- Titre original : Fraternity Vacation
- Réalisation : James Frawley
- Scénario : Lindsay Harrison
- Directeur de la photographie : Paul Ryan
- Musique : Brad Fiedel
- Costumes : Tracy Tynan
- Décors : Roberta Neiman
- Production : Robert C. Peters
- Genre : Comédie
- Pays :  États-Unis
- Durée : 94 minutes
- Date de sortie :
  - États-Unis : 12 avril 1985

## Distribution
- Stephen Geoffreys (VF : Mark Lesser) : Wendell Tvedt
- Sheree J. Wilson (VF : Maïk Darah) : Ashley Taylor
- Cameron Dye : Joe Gillepsie
- Leigh McCloskey : Charles « Chas » Lawlor III
- Tim Robbins (VF : Philippe Bellay) : Larry « Mother » Tucker
- Matt McCoy (en) (VF : Bernard Demory) : J.C. Springer
- Amanda Bearse : Nicole Ferret
- John Vernon : le chef Ferret
- Nita Talbot : Mrs. Ferret
- Barbara Crampton (VF : Muriel Montossey) : Chrissie
- Kathleen Kinmont (VF : Déborah Perret) : Marianne
- Max Wright (VF : Philippe Mareuil) : Millard Tvedt
- Julie Payne : Naomi Tvedt
- Franklyn Ajaye : Harry
- Charles Rocket : Madman Mac